# Poppelspinnare
Poppelspinnare (Poecilocampa populi) är en kraftigt byggd gråfärgad ädelspinnare med ljusare tvärband på vingarna. Den förekommer allmänt i hela Sverige.

## Kännetecken
Hanen har ett vingspann på 31 till 38 millimeter och honan 37 till 45 millimeter. Hanen har breda dubbelt kamtandade antenner medan honan har trådformiga med relativt lång sågtandning. Larven är som fullvuxen mellan 45 och 50 millimeter, gråspräcklig med kort behåring. Ryggen har ofta svarta eller bruna rutiga teckningar med fyra små gulaktiga vårter i varje ruta. Huvudet har ljusare brun färg med svarta punkter.

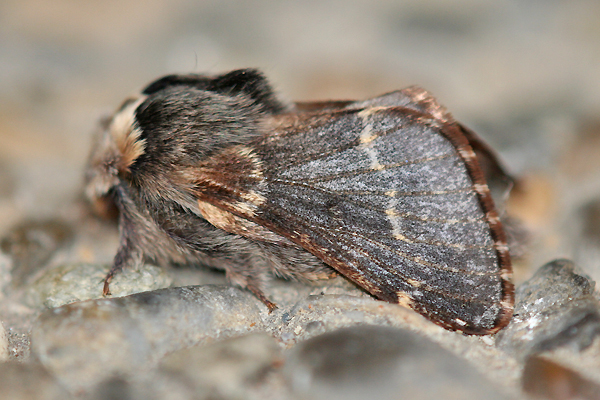
Poecilocampa populi, ♂
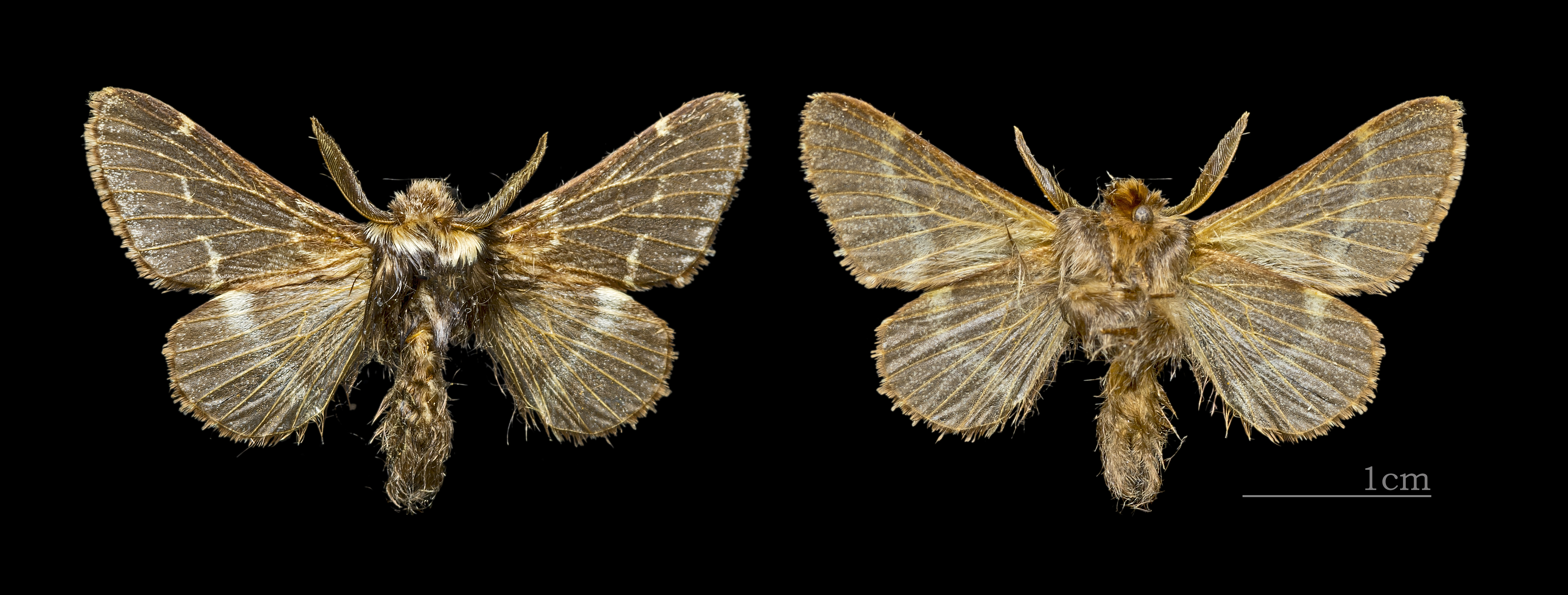
Poppelspinnare, ♂
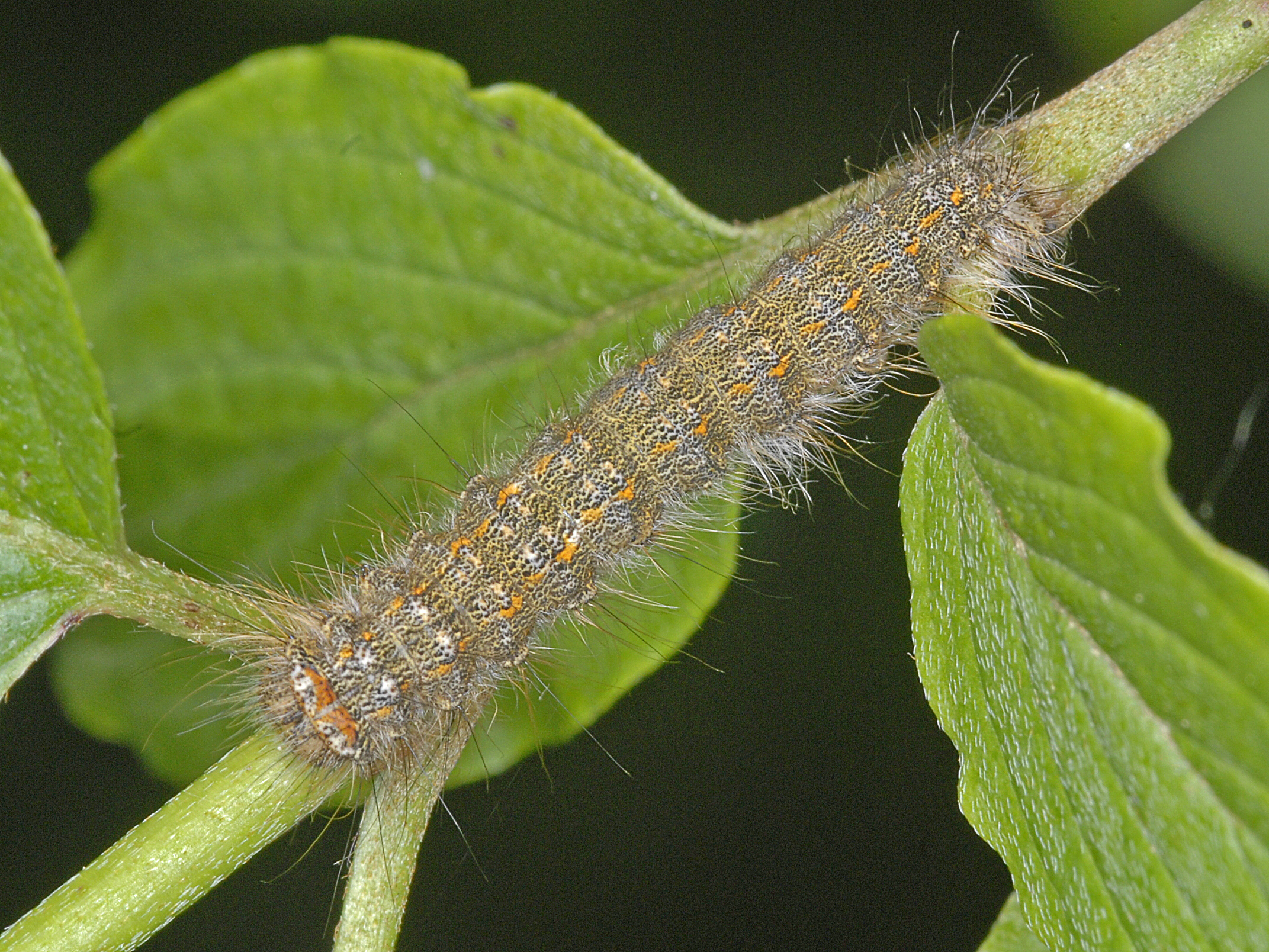
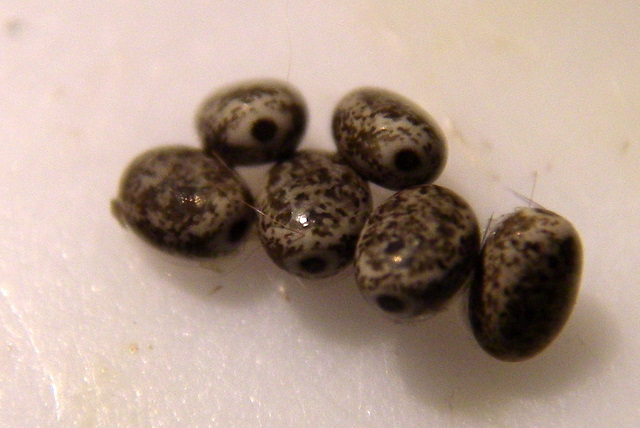

## Levnadssätt
Poppelspinnaren lever i löv eller blandskogar eller i andra busk och trädrika marker, även i trädgårdar och parker. 
Den är nattaktiv med en flygtid från början av oktober till slutet av november i södra Sverige, tidigare längre norrut. Honan lägger cirka 150 ägg, enstaka eller i mindre grupper, på kvistar och barkspringor. Äggen övervintrar och kläcks på våren. Larverna lever på arter i videsläktet, asp, björk, al, alm, ask, ek, lind, hassel, apel och rönn. Även larven är nattaktiv. På dagen gömmer den sig i barkspringor och är mycket svår att se. Den förpuppas under början av sommaren i en lerliknande kokong på marken eller under löst sittande bark. Fjärilen är färdigutvecklad i kokongen redan under sommaren men kläcks inte förrän på hösten.

## Utbredning
Poppelspinnare finns i hela Norden utom på Island och är ofta talrik. Den finns i större delen av Europa och vidare österut till ryska fjärran östern.